# 내파수도

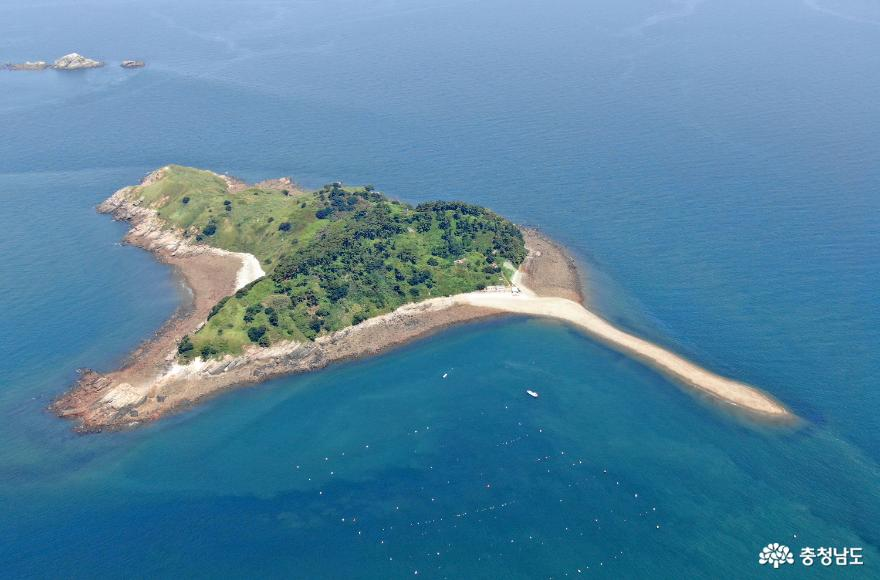
내파수도-충남태안

내파수도(內波水島)는 충청남도 태안 반도의 서남단, 태안군 안면읍 방포항에서 남서쪽으로 9.7km 떨어져 있는 크기 164.600m2의  섬이다.  어느 섬에서도 볼 수 없는 구석(球石)자연 방파제가 있다.
조선시대에 중국 상선이나 어선들이 우리나라를 오갈 때 폭풍을 피하거나 식수를 공급하기 위해 정박했던 작은 섬으로, 수 천 년 세월동안 파도에 밀리고 깨지고 씻기며 만들어진 형형색색의 조약돌 방파제인 ‘구석(球石) 방파제(길이300m, 폭20~40m)’의 아름다움을 인정받아 2009년 천연기념물  제511호로 지정됐다.